# Louis Labeyrie
Louis Labeyrie (ur. 11 lutego 1992 w Gonesse) – francuski koszykarz, występujący na pozycjach silnego skrzydłowego lub środkowego, reprezentant kraju, obecnie zawodnik Uniksu Kazań.
W latach 2012–2014 brał udział w Adidas Eurocampie. W latach 2015–2017 reprezentował New York Knicks podczas letniej ligi NBA w Las Vegas i Orlando.

## Osiągnięcia
Stan na 25 października 2022, na podstawie, o ile nie zaznaczono inaczej.

### Drużynowe
- Mistrz Eurocup (2019)
- 3. miejsce podczas mistrzostw:
  - Hiszpanii (2019, 2020)
  - Francji (2018)
- Zdobywca Pucharu Francji (2013, 2018)
- Uczestnik międzynarodowych rozgrywek:
  - Euroligi (2019/2020, 2020/2021 – 9. miejsce)
  - Eurocup (2013/2014, 2018/2019, 2021/2022)
  - Ligi Mistrzów (2017/2018)
  - EuroChallenge (2012/2013)

### Indywidualne
- MVP:
  - miesiąca ACB (Listopad 2020)
  - kolejki ACB (34 – 2018/2019)
- Najlepszy rezerwowy francuskiej ligi LNB Pro A (2017)
- Zaliczony do I składu Ligi Mistrzów (2018)
- Uczestnik meczu gwiazd francuskiej ligi LNB Pro A (2016, 2018)

### Reprezentacja
Seniorska
- Brązowy medalista mistrzostw świata (2019)[4]
- Uczestnik:
  - mistrzostw Europy (2017 – 12. miejsce)[5]
  - europejskich kwalifikacji do mistrzostw świata (2017–2019 – 3. miejsce, 2021)

Młodzieżowe
- Wicemistrz Europy U–20 (2012)[6]
- Uczestnik:
  - mistrzostw Europy U–16 (2008 – 4. miejsce)[7]
  - turnieju Alberta Schweitzera (2010)